# Kolarstwo na Letnich Igrzyskach Olimpijskich 1900 – 25 kilometrów mężczyzn
Wyścig na 25 kilometrów był jedną z trzech konkurencji kolarskich na Letnich Igrzyskach Olimpijskich 1900. Został rozegrany 15 września na Vélodrome de Vincennes.
W wyścigu wystartowało 10 zawodników z 4 państw, jednak 3 kolarzy nie ukończyło trasy.
Mistrzem olimpijskim został Louis Bastien z Francji, srebro zdobył Lloyd Hildebrand z Wielkiej Brytanii, natomiast brąz – Francuz Auguste Daumain.

## Wyniki
| Poz.    | Zawodnik          | Kraj                 | Wynik    | Uwagi |
| ------- | ----------------- | -------------------- | -------- | ----- |
| złoto   | Louis Bastien     | Francja              | 25:36,2  |       |
| srebro  | Lloyd Hildebrand  | Wielka Brytania      | 28:09,4  |       |
| brąz    | Auguste Daumain   | Francja              | 29:36,2  |       |
| 4.      | Maxime Bertrand   | Francja              | nieznany |       |
| 5. - 7. | J. Bérard         | Francja              | nieznany | [ 1 ] |
| 5. - 7. | Paul Gottron      | Cesarstwo Niemieckie | nieznany | [ 1 ] |
| 5. - 7. | A. Porcher        | Francja              | nieznany | [ 1 ] |
| –       | Léon Gingembre    | Francja              | DNF      |       |
| –       | John Henry Lake   | Stany Zjednoczone    | DNF      |       |
| –       | Louis Trousselier | Francja              | DNF      |       |